# Svépomoc (právo)
Svépomoc je výjimečná forma ochrany subjektivního práva přímo tím, komu toto právo náleží. Svépomoc jako soukromá moc nahrazuje veřejnou moc a tím narušuje monopol státu na nalézání a vynucování práva, k čemuž jsou v moderním státě povolány příslušné státní orgány, zejména soudy. Její oprávněnost je dána tehdy, když po tom, jehož právo je ohroženo, nelze spravedlivě žádat, aby pouze čekal na pomoc státu, která přijde pozdě, nebo nemusí přijít vůbec.

## Pojem svépomoci
Uplatňování svépomoci bylo charakteristické pro primitivní společnosti, ve kterých svá práva prosadil vždy ten, kdo k tomu měl dostatek prostředků, zatímco slabší strana se ochrany nedomohla. To vedlo postupně k přesvědčení, že spory by měl rozhodovat někdo třetí, který je na věci nezávislý. V moderní společnosti je to stát, který svým obyvatelům poskytuje právní ochranu, a to především prostřednictvím k tomuto účelu zvláště zřízených nestranných soudů. Z tohoto monopolu také ovšem vyplývá právo každého na takovou ochranu a povinnost státu ji poskytnout (§ 12 OZ). Státní monopol na právní ochranu ale není absolutní, na jedné straně jej narušuje možnost dohodnout se na soukromém rozhodci, který daný spor místo státu rozhodne, a na druhé straně jednostranná svépomoc toho, jehož právo bylo protiprávním jednáním jiného ohroženo. Svépomoc ovšem nelze zaměňovat s pojmem svémoc, která je projevem svévole, vynucením si něčeho, na co právní nárok není. Svépomoc je proto při zachování zákonných podmínek v zásadě dovolena, zatímco svémoc je vždy zakázána.
Obecně se svépomoc rozlišuje na ofenzivní, aktivně namířenou proti neoprávněnému opomenutí nějakého jednání, a defenzivní, která spočívá v odvrácení protiprávního jednání jiného. S tímto právním institutem souvisí krajní nouze (§ 2905 OZ) a nutná obrana (§ 2906 OZ), které jsou také defenzivního, obranného charakteru. Nutnou obranu navíc se svépomocí spojuje ochrana před protiprávností, takže se někdy chápe jako zvláštní varianta obranné svépomoci.

## Skutkové podstaty svépomoci
Český občanský zákoník základní úpravu svépomoci obsahuje v ustanovení § 14. Její využití je obecně podmíněno stavem ohrožení subjektivního práva, protiprávností hrozícího zásahu, tedy nikoli např. v podobě exekuce na základě vykonatelného exekučního titulu, a současně podmínkou, že by případný zásah veřejné moci přišel pozdě. Jen tehdy je svépomoc oprávněná. Zvláštní skutková podstata svépomoci směřuje na případy, kdy je právo ohroženo bezprostředně (zásah bezprostředně hrozí, nebo už sice nastal, ale stále trvá), pak lze zásah odvrátit takovým způsobem, který se každému v postavení bránícího se musí jevit vzhledem k okolnostem konkrétní situace přiměřený. Odlišná pravidla ale platí tehdy, když se pouze svépomocně zajišťuje subjektivní právo, které by jinak bylo zmařeno. V takovém případě má svépomocně jednající povinnost se bez zbytečného odkladu obrátit na příslušný orgán veřejné moci. Může jít např. o zadržení škůdce do doby, než se dostaví policie, která zjistí jeho totožnost, jejíž znalost lze následně využít v soudním řízení o náhradu škody.
Kromě toho zákon zná i zvláštní případy svépomoci, jde např. o právo se znovu zmocnit věci po svémocném rušení držby (§ 1006 OZ) nebo o právo šetrně odstranit kořeny či větve stromu, příp. části jiných rostlin, které přesahují ze sousedova pozemku a ten je sám na požádání neodstranil (§ 1016 odst. 2 a 3 OZ).